# Bisdom Ciudad Lázaro Cárdenas
Het bisdom Ciudad Lázaro Cárdenas (Latijn: Dioecesis Civitatis Lazari Cárdenas) is een rooms-katholiek bisdom met als zetel Lázaro Cárdenas, in Mexico. Het bisdom is suffragaan aan het aartsbisdom Morelia. 

## Geschiedenis
Het bisdom werd opgericht op 11 oktober 1985, uit delen van de bisdommen Apatzingán en Ciudad Altamirano, en was suffragaan aan het aartsbisdom Acapulco. Op 25 november 2006 wisselde het van kerkprovincie en werd suffragaan aan het aartsbisdom Morelia. 

## Parochies
Het bisdom had in 2021 een oppervlakte van 14.890 km2 en telde 923.570 inwoners waarvan 97,2% rooms-katholiek was.

## Bisschoppen
- José de Jesús Sahagún de la Parra (11 september 1985 - 3 mei 1993)
- Salvador Flores Huerta (3 mei 1993 - 30 september 2006)
- Fabio Martínez Castilla (13 maart 2007 - 19 februari 2013)
- Armando António Ortíz Aguirre (20 november 2013 - heden)

Morelia (aartsbisdom) · Apatzingán · Ciudad Lázaro Cárdenas · Tacámbaro · Zamora